# Museo Correr
Il Museo Correr è uno dei più importanti e rappresentativi musei della città di Venezia. È situato nel sestiere di San Marco, presso piazza San Marco, e fa parte della Fondazione Musei Civici di Venezia. Esso illustra, nelle varie sezioni e nelle variegate e ricche raccolte, l'arte, la civiltà e la storia di Venezia.

## Storia del museo
Il museo ha origine con il lascito del nobile veneziano Teodoro Correr, morto nel 1830. Amministrata per i primi anni dal legatore testamentario Filippo Trois, la collezione fu esposta al pubblico a partire dal 26 agosto del 1836. Il primo direttore fu il conte Marco Antonio Corniani degli Algarotti, coadiuvato come vicedirettore dal poeta, patriota e patrizio veneziano Jacopo Vincenzo Foscarini. Si avvicendarono poi come direttori Luigi Carrer (dal 1846 alla sua morte nel 1850) e Vincenzo Lazari dal 1851. Col passare del tempo le collezioni si accrebbero e nel 1887 fu necessario il trasferimento delle collezioni dalla sede originaria di Palazzo Correr al Fondaco dei Turchi.
Nel 1922 avvenne il definitivo trasferimento nell'attuale sede presso l'Ala Napoleonica (o Fabbrica Nuova), in piazza San Marco, e le Procuratie Nuove.

### La figura di Teodoro Correr

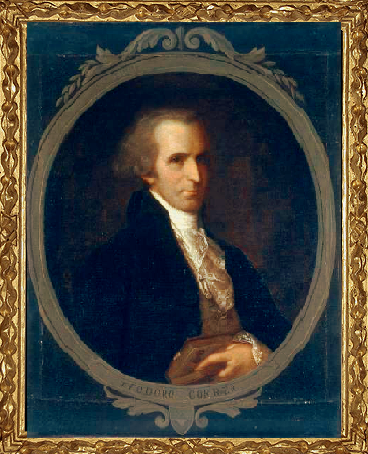
Bernardino Castelli, Ritratto di Teodoro Correr.

Il museo prende il nome da Teodoro Correr, nobile veneziano, grande appassionato di arte e collezionista che dedicò gran parte della sua vita a raccogliere opere d'arte e ogni sorta di cimeli: dipinti, statue antiche e moderne, codici miniati, documenti, monete, medaglie, libri, gemme, cammei, disegni e molto altro. Vasta e ricca, la raccolta prese corpo tra gli ultimi anni della Repubblica veneziana e quelli successivi delle dominazioni straniere.
Il patrizio veneziano dichiarò esplicitamente che la sua intenzione era di rendere fruibile il suo patrimonio come museo: alla sua morte egli donò alla città tutte le sue raccolte, assieme al palazzo di famiglia in cui erano custodite.
Arricchita di nuove donazioni, tra cui le raccolte Molin, Zoppetti (con i notevoli materiali canoviani), Tironi (dipinti, maioliche, vetri, bronzi), Cicogna, Sagredo e altre, la collezione Correr già nel 1887 venne trasferita dalla casa di Teodoro Correr nel sestiere di Santa Croce, nella zona di San Zuan Degolà, e sistemata nel vicino Fondaco dei Turchi, affacciato direttamente sul Canal Grande. La casa di Correr rimase in ogni caso sede espositiva di una parte delle collezioni. Nel 1922 il Museo Correr venne definitivamente spostato in piazza San Marco, mentre al Fondaco rimanevano le collezioni di storia naturale, che sarebbero andate a confluire nel nascente Museo di Storia Naturale.

### L'edificio attuale

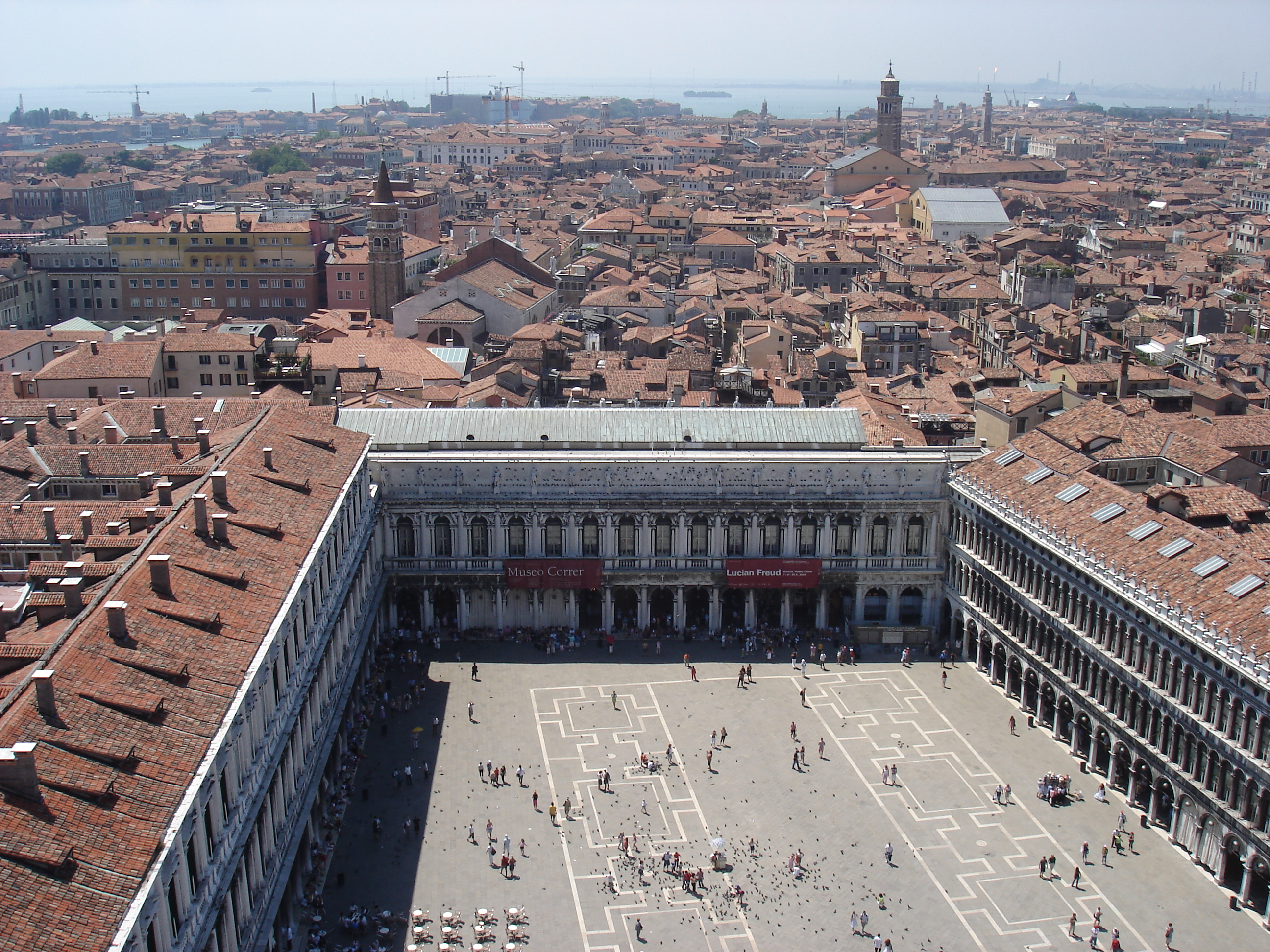
Il Museo Correr si affaccia su piazza San Marco.

La progettazione e l'inizio della realizzazione dell'Ala Napoleonica, con il prospetto monumentale e il portico sottostante, risalgono agli anni in cui Venezia apparteneva al Regno d'Italia (1806-1814) sotto il potere di Napoleone, affiancato dal figliastro Eugenio di Beauharnais.
Fino ad allora questa parte di piazza San Marco era occupata al centro dalla chiesa di San Geminiano (di origine molto antica e riedificata a metà Cinquecento da Jacopo Sansovino) e dal prolungamento rispettivamente delle Procuratie Vecchie e Nuove, ossia dei due lunghi edifici che la delimitano ai lati sud e nord.
L'edificio sul lato meridionale invece fu progettato nel 1582 da Vincenzo Scamozzi a completamento dell'imponente programma di riordino della piazza, intrapreso dal Sansovino a metà Cinquecento e realizzato tra il 1586 e 1596 per essere portato a termine da Baldassarre Longhena intorno al 1640.
Per volere di Napoleone, dal gennaio 1807 questo complesso costituito dall'Ala, che da lui prende nome, dalla Libreria Marciana e da parte dell'edificio della Zecca e dei giardini, fu destinato a residenza. Negli spazi delle Procuratie Nuove tutti gli interni vennero decorati in stile neoclassico.
Dal 1814 Venezia passò all'Austria e nel palazzo, divenuta nel frattempo appannaggio della corona asburgica, soggiornò nel 1815 l'Imperatore Francesco II. A metà Ottocento negli ornati e nelle decorazioni vennero apportate modifiche tipiche dello stile Impero per assecondare i gusti della corte e in particolare dell'Imperatrice Elisabetta di Wittelsbach (nota come Sissi), che vi soggiornò a più riprese.
Dopo l'annessione di Venezia all'Italia, avvenuta nel 1866, il palazzo passò ai re sabaudi.
Nel 1919 Vittorio Emanuele III re d'Italia la restituì al Demanio dello Stato affinché venisse utilizzata dal Ministero della Pubblica istruzione. È così che dal 1920 parte dell'area venne destinata al Museo Archeologico Nazionale, precedentemente in Palazzo Ducale, e dal 1922 parte al Museo Correr.

## La collezione

### Il nucleo originario
La collezione di Teodoro Correr non era stata formata seguendo criteri di organicità; esposta al pubblico a partire dal 1836, solo con il terzo dei suoi direttori, Vincenzo Lazari (nominato nel 1851), viene ordinata secondo una logica museografica. Lazari suddivide i materiali per tipologia/materiale, li cataloga, si occupa di integrare al patrimonio le nuove collezioni arrivate da lasciti e donazioni di altri patrizi veneziani, attua acquisti, sollecita restauri e struttura il museo da un lato come gabinetto di studio, dall’altro con un percorso espositivo di pezzi notevoli, scegliendo – sono parole sue – “quanto v’era di meglio in ogni singola raccolta”. A Lazari si deve anche la distruzione di documenti e oggetti a suo avviso non consoni alla tutela dell’immagine del donatore, ma è grazie al suo lavoro che, nella seconda metà del secolo, le guide della città pongono il museo tra le mete d’obbligo dei visitatori colti e degli studiosi.

### La nascita dei Musei Civici di Venezia
Il continuo accrescersi dell'iniziale collezione Correr per nuovi lasciti, donazioni e acquisizioni, segna la singolare storia dei Musei Civici di Venezia, destinati ad articolarsi nel tempo in una serie di sezioni staccate, fino a costituire l’attuale vasto sistema museale della città.
A partire dal 1897, il Comune di Venezia avvia la collezione municipale d’arte moderna, in concomitanza con la seconda edizione della Biennale e nel 1902 ne designa come sede Ca’ Pesaro, prestigioso palazzo barocco da poco donato alla città dalla duchessa Felicita Bevilacqua La Masa. Qui troveranno spazio anche i dipinti del secondo Ottocento che Pompeo Molmenti lascia alla città nel 1927.
Contestualmente al trasferimento, nel 1922, delle collezioni nell'Ala Napoleonica, al Fondaco dei Turchi trova spazio il Museo di Storia Naturale. Nel 1923 viene acquisito anche il Museo del Vetro con sede a Murano in Palazzo Giustiniani: qui confluiranno nel 1932, le varie raccolte di vetri. Nel frattempo, nel 1923, una convenzione con lo Stato affida al Comune di Venezia la gestione di Palazzo Ducale. Al 1931 risale la donazione alla città di Ca’ Centanni, la casa natale di Carlo Goldoni, mentre nel 1932 il Comune acquista Ca’ Rezzonico: sarà destinato a museo del Settecento veneziano e qui dunque troveranno spazio, su progetto di Giulio Lorenzetti e Nino Barbantini, nel 1936, le opere settecentesche della collezione Correr, oltre ad altre acquisizioni. Nel 1945 Alvise Nicolò Mocenigo dona alla città la sua dimora a San Stae. La Casa di Carlo Goldoni, arricchita dai fondi del Centro Studi teatrali, viene allestita e aperta al pubblico nel 1952, mentre, nel 1956, Henriette Fortuny lascia al Comune la casa-atelier di Mariano e le sue collezioni. Nel 1975 apre quindi al pubblico il Museo Mariano Fortuny e sei anni dopo, a Burano, nasce il Museo del Merletto nell’antica Scuola di Andriana Marcello. Il Museo di Palazzo Mocenigo apre al pubblico nel 1985 e qui, nell’annesso Centro Studi di Storia del Tessuto e del Costume, confluiscono, tra l’altro, le collezioni tessili di Teodoro Correr. Negli anni Novanta il sistema museale civico si completa rinnovando e unificando la struttura organizzativa di tutte le sedi sotto un’unica direzione.

## Percorsi

### Primo Piano

#### Ala Napoleonica (Sale Neoclassiche e Collezione canoviana)

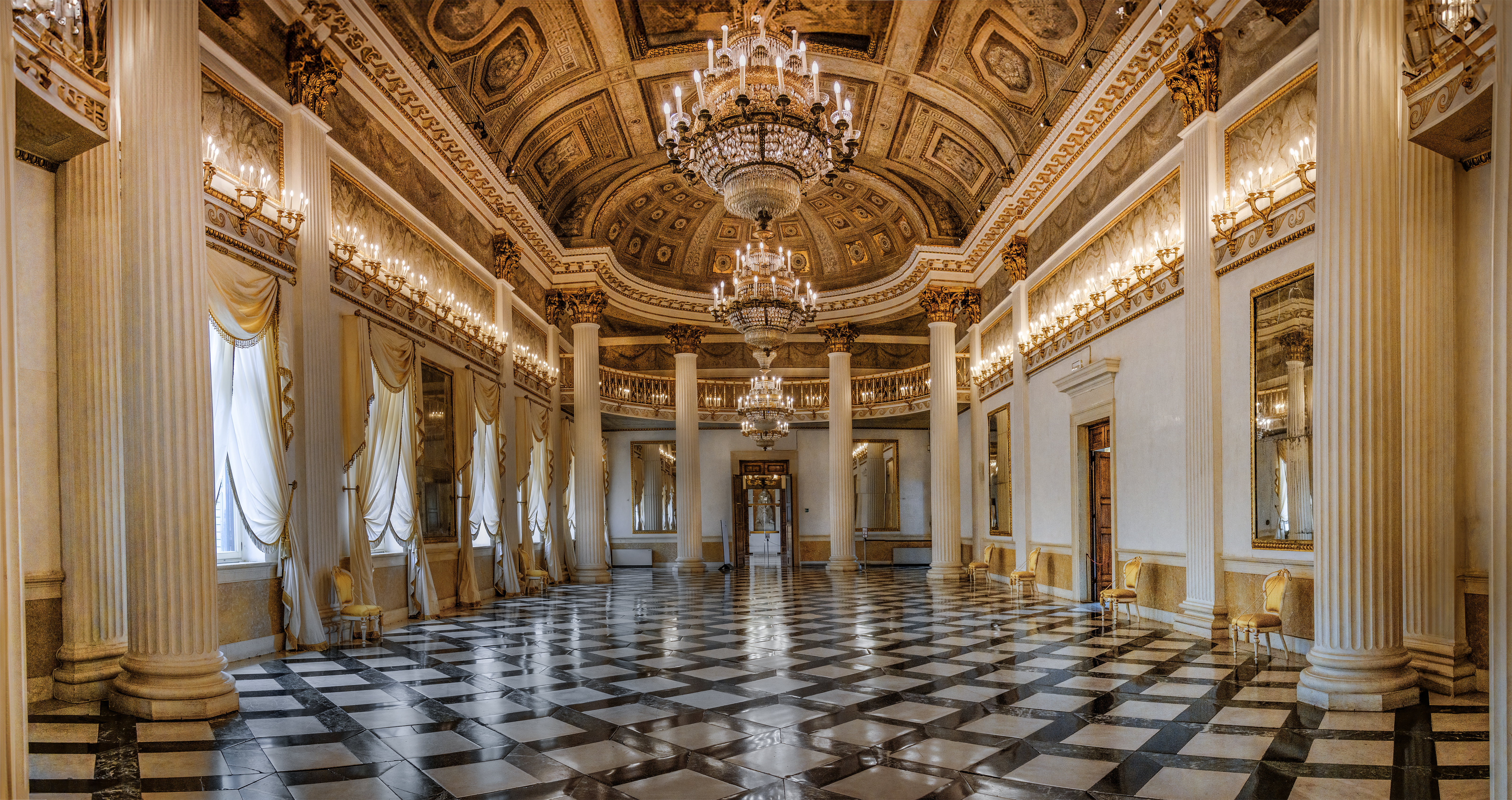
Museo Correr, il Salone da ballo

Le Sale Neoclassiche sono introdotte da un sontuoso salone da ballo che mostra ornati e decorazioni tipiche dello stile Impero. La progettazione si deve a Lorenzo Santi (1822), mentre la decorazione a Giuseppe Borsato (1837 ca.). Al centro del soffitto l'affresco con la Pace circondata da Virtù e Geni dell'Olimpo allude alla restaurazione intrapresa dagli Asburgo a seguito delle vicende napoleoniche. Nelle sale successive sono presenti i gruppi scultorei di Antonio Canova con Orfeo ed Euridice e Dedalo e Icaro.

#### Appartamento di Sissi
La decorazione risale agli anni degli Asburgo, nel periodo 1836-1838 in previsione dell'arrivo dell'Imperatore Ferdinando I incoronato re del Lombardo-Veneto nel 1838 a Milano e nel periodo 1856-1858, per la visita di Stato dei Sovrani Francesco Giuseppe ed Elisabetta, Sissi, tra il novembre del 1856 e il gennaio 1857. L'imperatrice abitò qui di nuovo per altri sette mesi, tra l'ottobre del 1861 e il maggio del 1862.
L'appartamento è organizzato in diversi ambienti: Sala dei pranzi settimanali, Sala del trono Lombardo-Veneto, Sala delle udienze, Stanza da bagno dell'Imperatrice, Stanza da studio dell'Imperatrice, Boudoir dell'Imperatrice, Camera da letto dell'Imperatrice, Anticamera degli appartamenti, Sala ovale (Sala dei pranzi giornalieri).

#### Wunderkammer
Nove sale del primo piano del Museo Correr ospitano attualmente una “collezione delle meraviglie” che rievoca il fascino di una possibile Wunderkammer lagunare. Sono presenti oggetti di arte sacra, dipinti di provenienza nordica, rarità, testimonianze della passione e del gusto per l'Antico tra i patrizi veneziani del Cinquecento.

Libreria Pisani al Museo Correr

#### Civiltà veneziana
All'interno delle Procuratie Nuove vengono presentati i vari aspetti della Civiltà veneziana attraverso sale che espongono dipinti, monete e manufatti di diverso genere.
- Sala 8: libreria Pisani
- Sala 09-10: magistrature della Repubblica veneziana (ritratti di dogi, senatori e procuratori di San Marco).
- Sala 11: collezione numismatica e bandiere storiche
- Sala 12-13-14: Venezia e il mare, Battaglia di Lepanto, strumenti scientifici per la navigazione, Arsenale.
- Sala 45-46-47: le feste veneziane, l'ultimo Bucintoro
- Sala 49-50: arti e mestieri veneziani.

### Secondo Piano (Quadreria)
Gran parte del circa 140 dipinti esposti in Quadreria apparteneva alla raccolta di Teodoro Correr. Al lascito Correr (1830) risalgono le tavole di Giovanni Bellini, Antonello da Messina, Cosmé Tura e Vittore Carpaccio. Successivamente, il panorama pittorico della quadreria si è ampliato grazie a successivi lasciti, doni e acquisti del Comune, che hanno contribuito a presentare in modo esaustivo l'evolversi della storia artistica lagunare.

#### L'allestimento di Carlo Scarpa
Per l'allestimento della Quadreria, al secondo piano delle Procuratie Nuove, la Direzione del Museo Correr, guidata dal professor Giovanni Mariacher (1912-1994), si rivolse a Carlo Scarpa (1906-1978).
Tra il 1957 e il 1960 Scarpa intervenne applicando ai diversi ambienti della struttura stretta e allungata delle Procuratie Nuove (distribuiti su due ali, l'una prospiciente piazza San Marco, l'altra i cortili interni dell'ex Palazzo Reale) criteri funzionali volti a valorizzare l'opera d'arte e il rapporto che essa instaura con il visitatore. Per i dipinti su tavola esposti Scarpa selezionò semplici incorniciature in noce, per le pareti e i pannelli adottò toni chiari e lungo tutto il percorso valorizzò l'illuminazione naturale.  

## Il patrimonio del Museo Correr

Sala di Dedale e Icaro di Antonio Canova}

### Gabinetto dei disegni e delle stampe
Il Gabinetto dei disegni e delle stampe del Museo Correr è una delle più importanti istituzioni al mondo per lo studio della grafica veneziana. Conserva 8.000 disegni antichi e oltre 40.000 incisioni dal XV al XIX secolo.
La nascita della collezione risale sempre al 1830, grazie al lascito testamentario di Teodoro Correr; nel corso del XIX e del XX secolo la collezione fu arricchita da acquisizioni di carattere eterogeneo. 

### Collezione numismatica

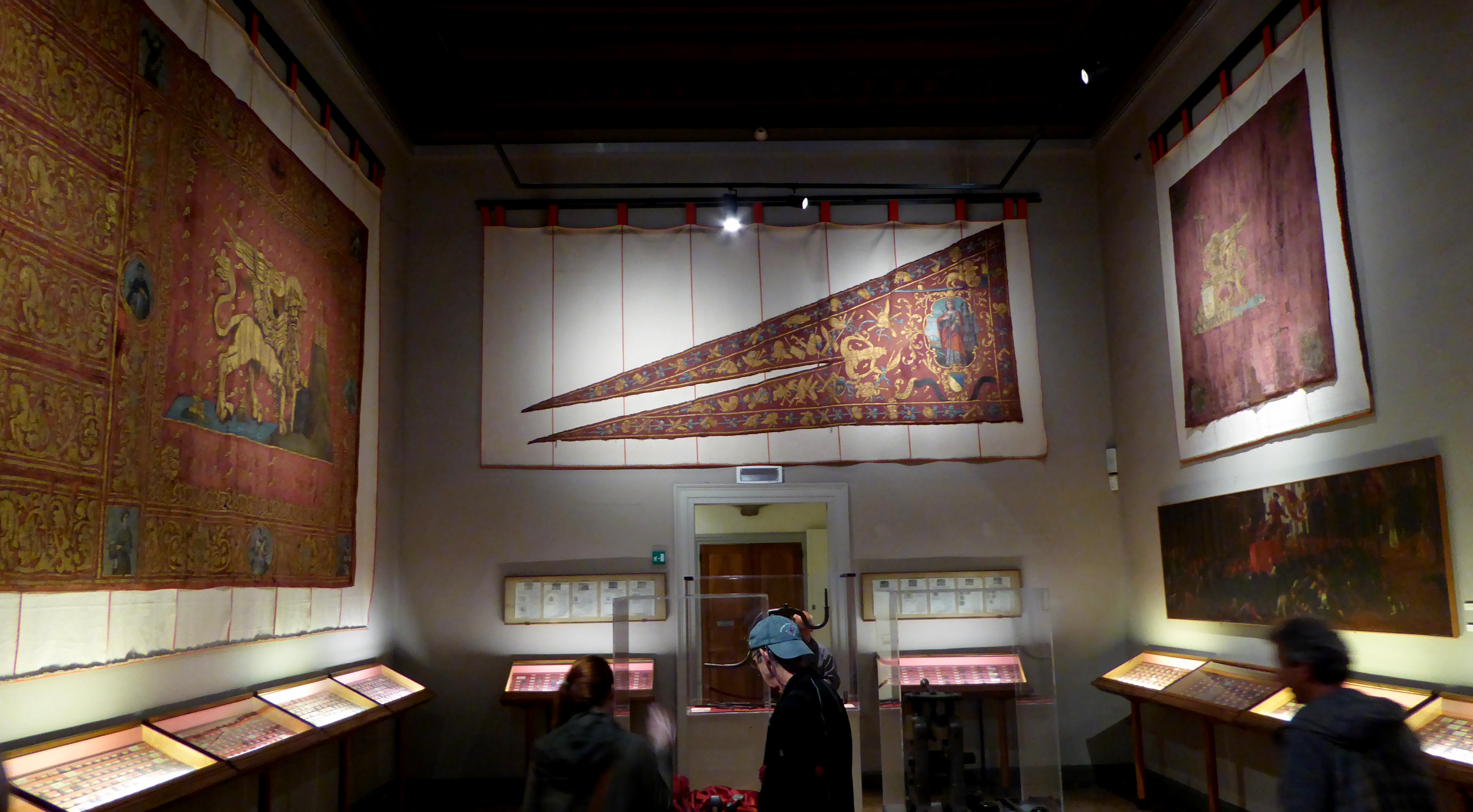
La sala numismatica, sulle pareti sono poste le storiche bandiere della Repubblica di Venezia (la celebre Bandiera Contarina a sinistra)

Il Museo Correr possiede un'importante collezione numismatica formatasi grazie all'iniziativa di celebri donatori appartenenti alle più importanti famiglie patrizie veneziane. Essa conta più di 50.000 pezzi. All'originario nucleo appartenente a Teodoro Correr, nel corso dell'Ottocento si aggiunsero altre cospicue raccolte provenienti da Domenico Zoppetti (1850), Federico Garofoli (1861), Emmanuele Antonio Cicogna (1865), Ascanio Molin (1886) e dal conte Nicolò Papadopoli (1922). A quest'ultimo risale il lascito più significativo (17.367 pezzi), composto da diversi esemplari di età medievale e moderna.
Tra i diversi pezzi che compongono l'imponente collezione troviamo notevoli punti di eccellenza provenienti dalla Grecia antica, dalla Roma repubblicana e imperiale e dal mondo bizantino medioevale e moderno. Si trovano inoltre un fondo di medaglie, un piccolo lotto di cartamoneta e un nucleo di coni della zecca di Venezia.
Nella stessa sala, sulle pareti sono poste le storiche bandiere della Repubblica di Venezia tra cui la celebre Bandiera Contarina.

### Biblioteca

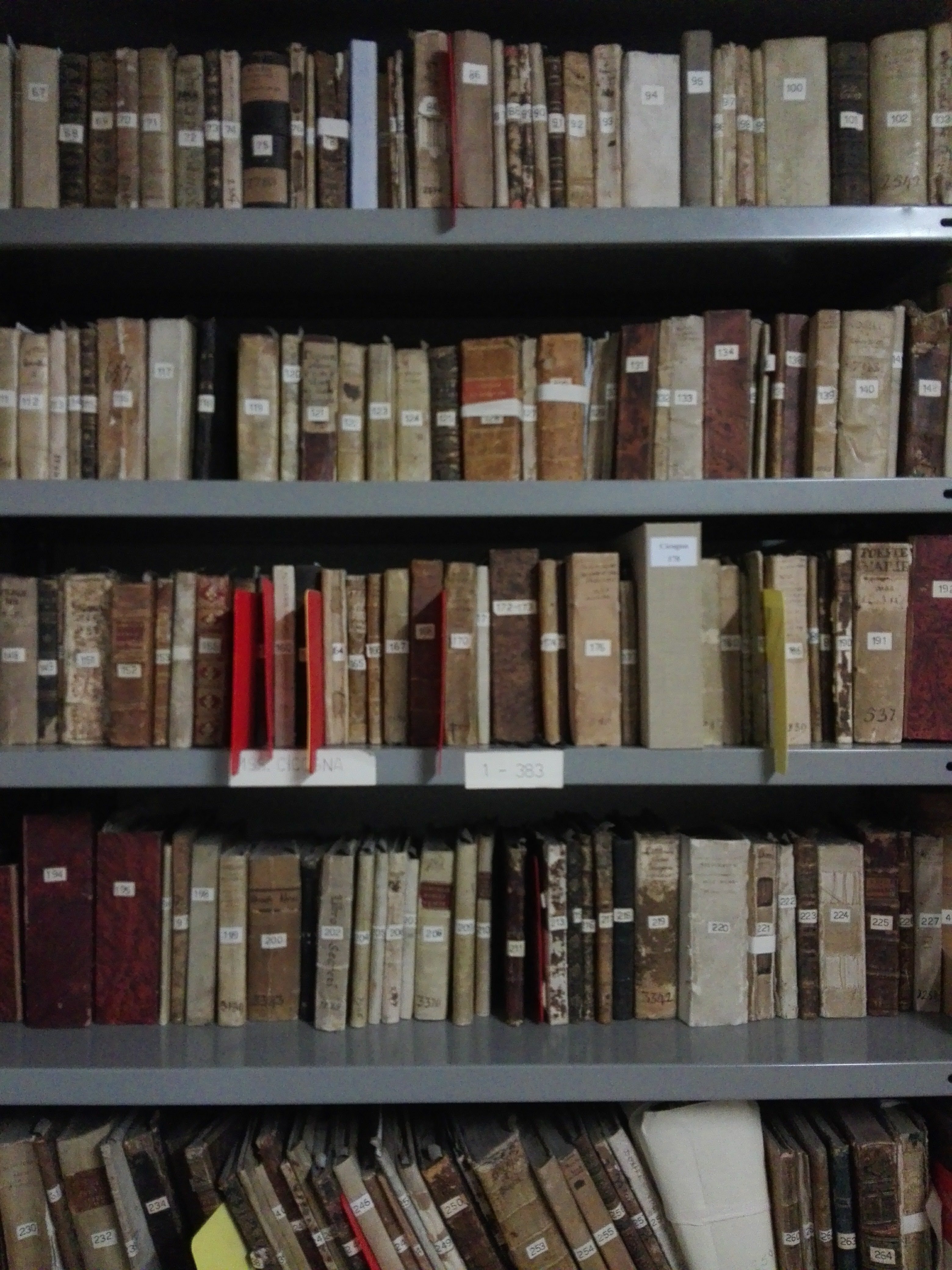
Biblioteca del Museo Correr, fondo manoscritti

Annessa al Museo Correr, la Biblioteca nasce dalla donazione di Teodoro Correr nel 1830. La vasta raccolta di memorie storiche e artistiche del nobile veneziano comprendeva anche una imponente collezione di pergamene, codici, documenti, incisioni e rare edizioni. Aperta al pubblico sei anni dopo, nel 1836, la raccolta si arricchì dei lasciti di nobili famiglie veneziane e di insigni studiosi come Emmanuele Antonio Cicogna che donò la sua ricca libreria al Museo nel 1865.
Le testimonianze manoscritte e a stampa conservate nelle raccolte librarie che comprendono 12.000 manoscritti, 750 incunaboli, oltre 100.000 monografie e periodici, costituiscono la naturale integrazione del materiale esposto in Museo: pergamene e codici, spesso riccamente miniati, archivi gentilizi, incunaboli e rare edizioni uscite dai torchi delle tipografie veneziane, carte topografiche della laguna e della terraferma e portolani offrono un contributo determinante alla ricostruzione della storia veneziana.
Dati la ricchezza, la particolarità e il pregio di tale patrimonio, la Biblioteca del Museo Correr svolge un importante ruolo di conservazione. Costantemente arricchita mediante la sistematica acquisizione delle pubblicazioni di settore, si caratterizza inoltre come istituto di ricerca e documentazione specialistica in storia dell’arte e storia veneta assolvendo ai più diversi compiti di ricerca e aggiornamento professionale di studiosi, conservatori di musei, docenti universitari e laureandi di tutto il mondo.
L'attività della Biblioteca si conforma tutt'oggi al dettato di Teodoro Correr, che intese promuovere l'accesso libero alle raccolte: il fine ultimo della Biblioteca è infatti assicurare l'accesso continuo al contenuto intellettuale delle sue collezioni.

### Archivio fotografico
L'archivio fotografico, che ha sede presso il Museo Correr, conserva due fondi con riproduzioni di opere appartenenti ai Musei Civici di Venezia (Fondo Museo) e con riproduzioni di opere diverse, vedute della città o opere di musei esterni alla Fondazione dei Musei Civici (Fondo Varie).

## Opere principali
- Jacopo de' Barbari
  - Veduta prospettica di Venezia, 1500 (stampa)
  - Matrice xilografica della veduta prospettica di Venezia
- Giovanni Bellini
  - Trasfigurazione, 1455-1460 circa
  - Crocifissione (Bellini), 1455-1460 circa
  - Cristo morto sorretto da due angeli (Pietà), 1460 circa
  - Madonna col Bambino dormiente, 1460-1465 circa
- Vittore Carpaccio
  - Uomo col berretto rosso (attr.), 1490-1493 circa
  - Due dame veneziane, 1490-1495 circa
- Antonello da Messina
  - Cristo in pietà sorretto da tre angeli, 1474-1476 circa
- Bottega degli Embriachi
  - Cofanetto nuziale della Bottega degli Embriachi, del metà del XIV - inizio XV sec.
- Antonio Canova
  - Canestro di frutta
  - Dedalo e Icaro
  - Orfeo ed Euridice
- Jacobello del Fiore
  - Madonna col Bambino

## Galleria d'immagini

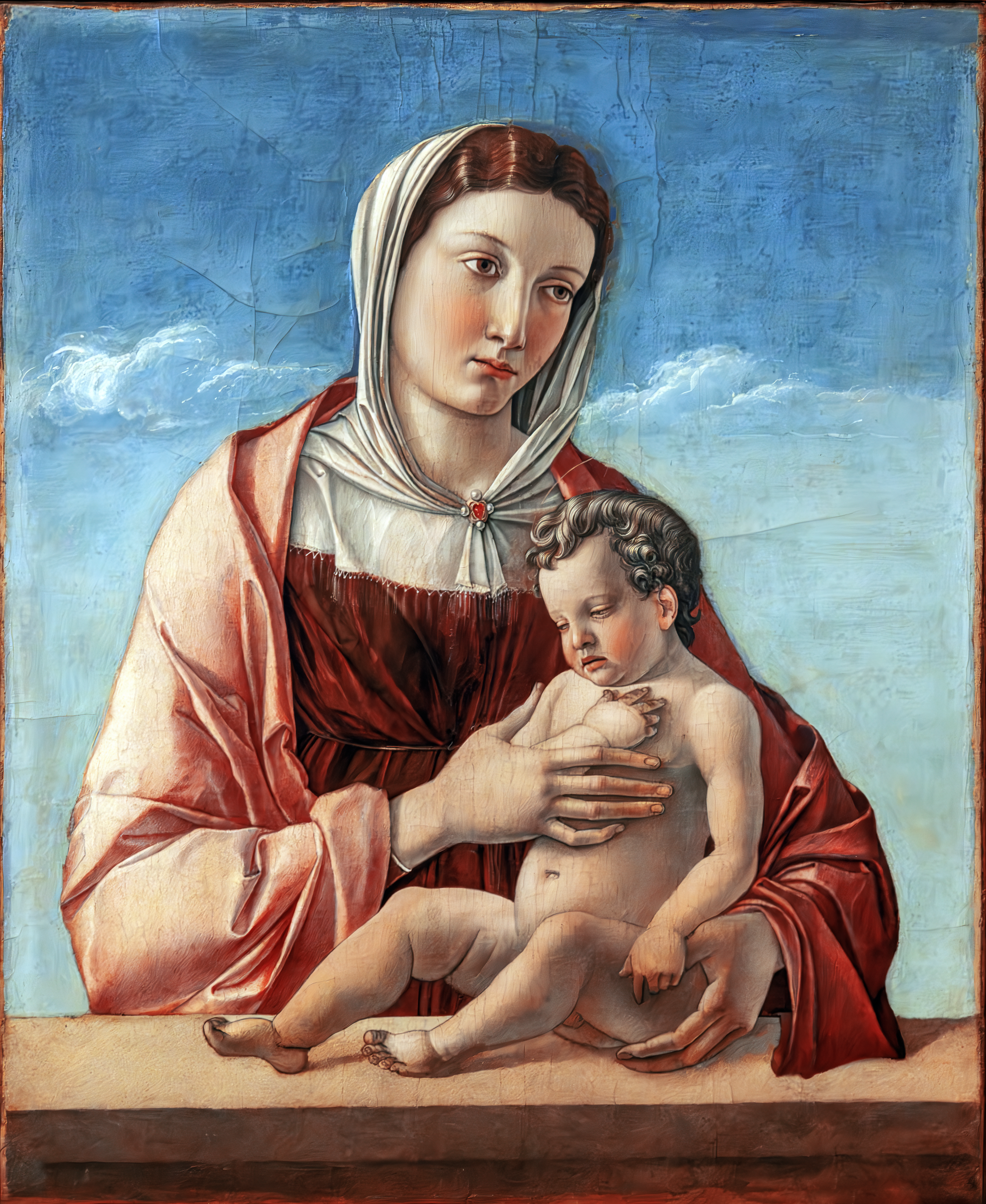
Giovanni Bellini, Madonna col bambino dormiente, 1460-1465
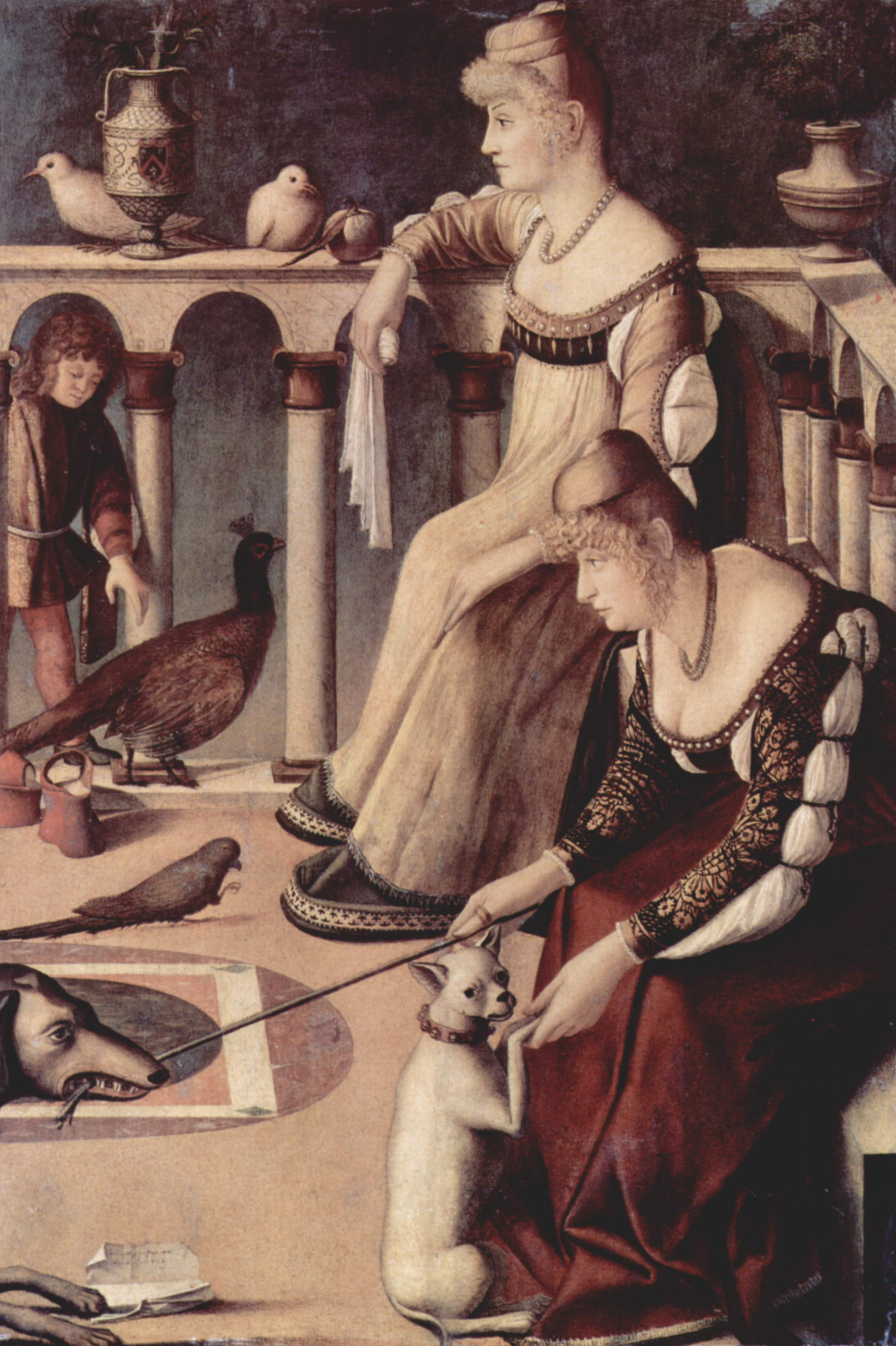
Vittore Carpaccio, Due dame veneziane, 1490
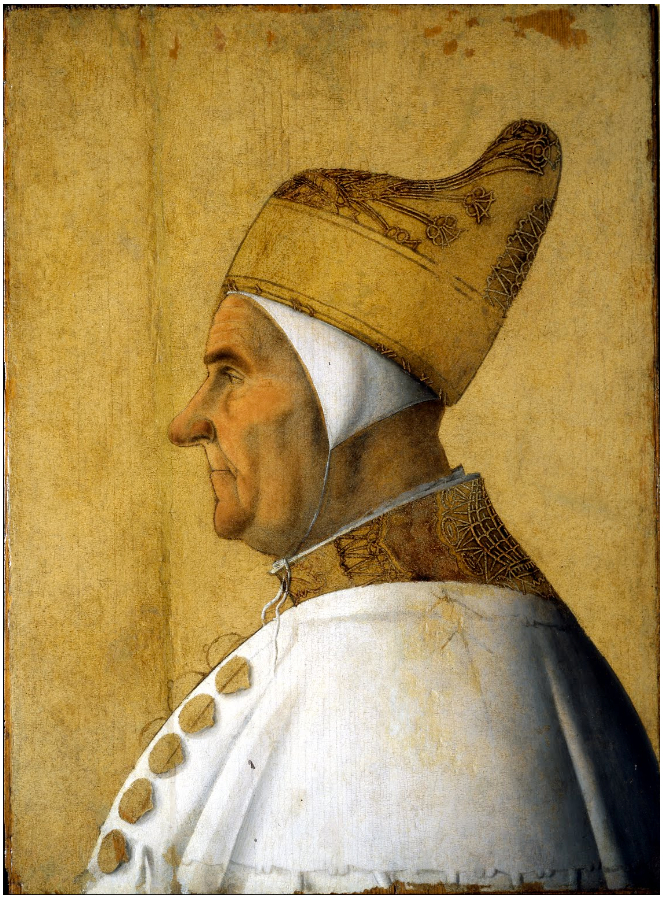
Gentile Bellini, Ritratto del Doge Giovanni Mocenigo, 1480
Jacopo de' Barbari, Veduta di Venezia, 1500
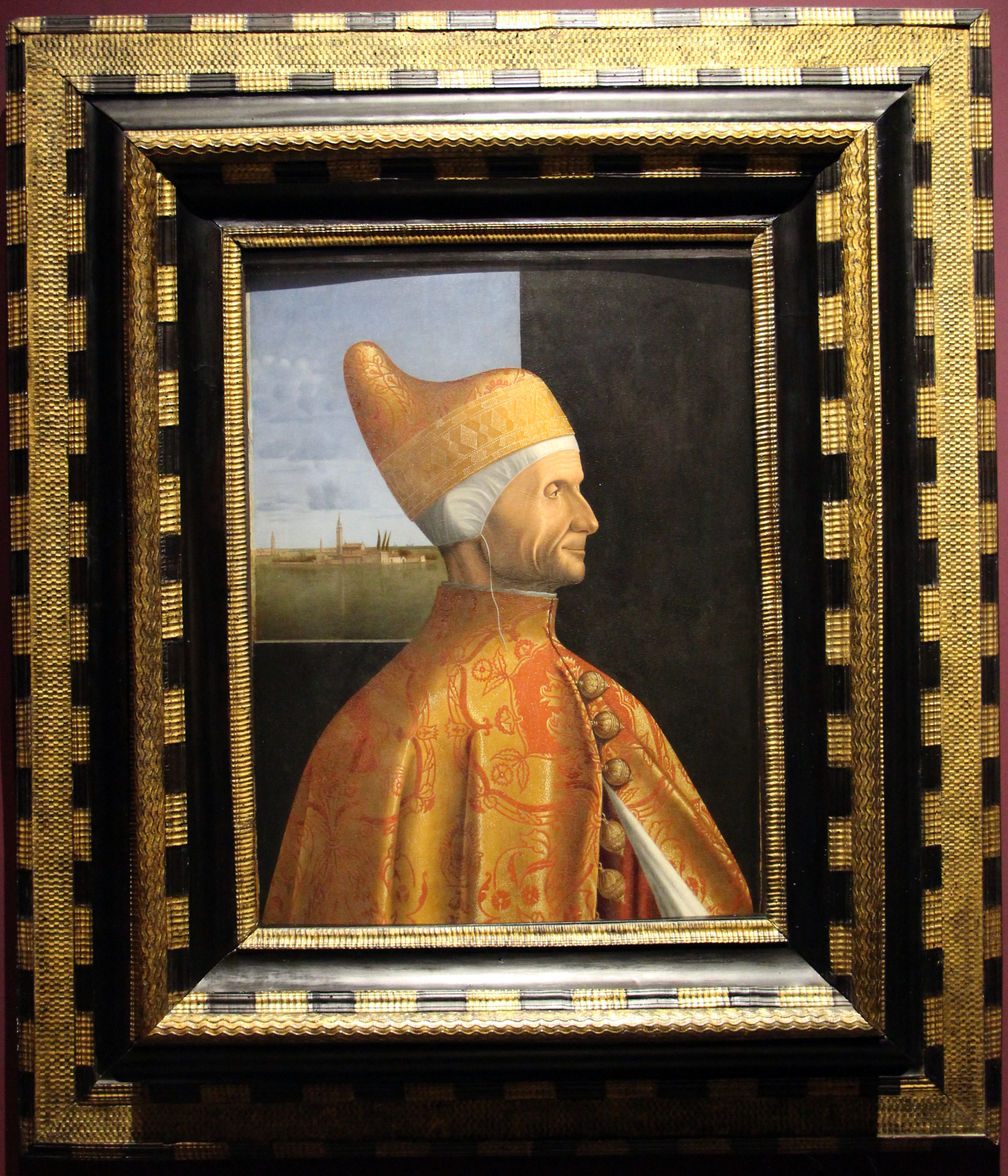
Vittore Carpaccio, ritratto del doge Leonardo Loredan, 1501-05 ca.
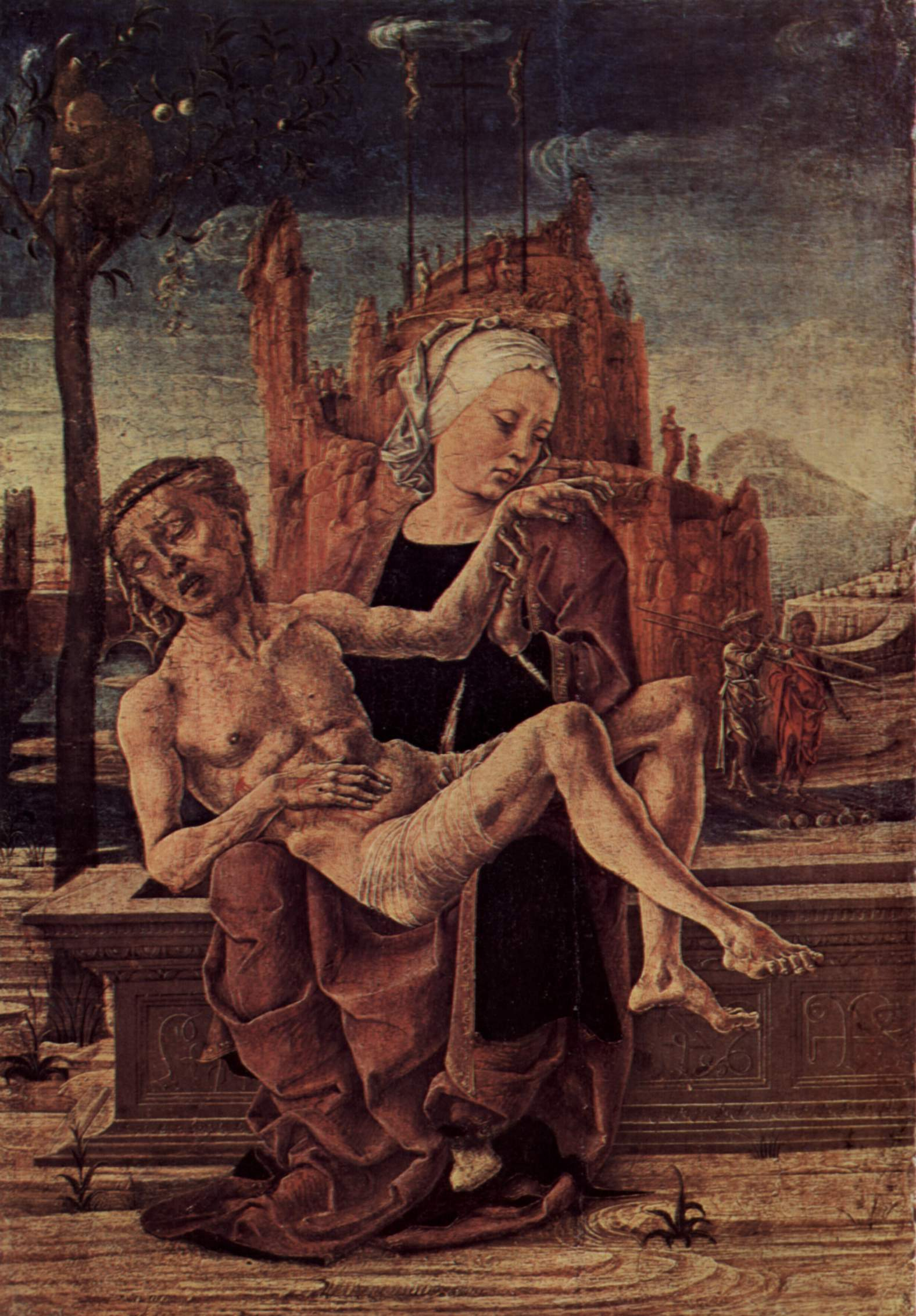
* Cosmè Tura, Pietà (Cosmè Tura), 1460